# Xenos (grafikai processzor)

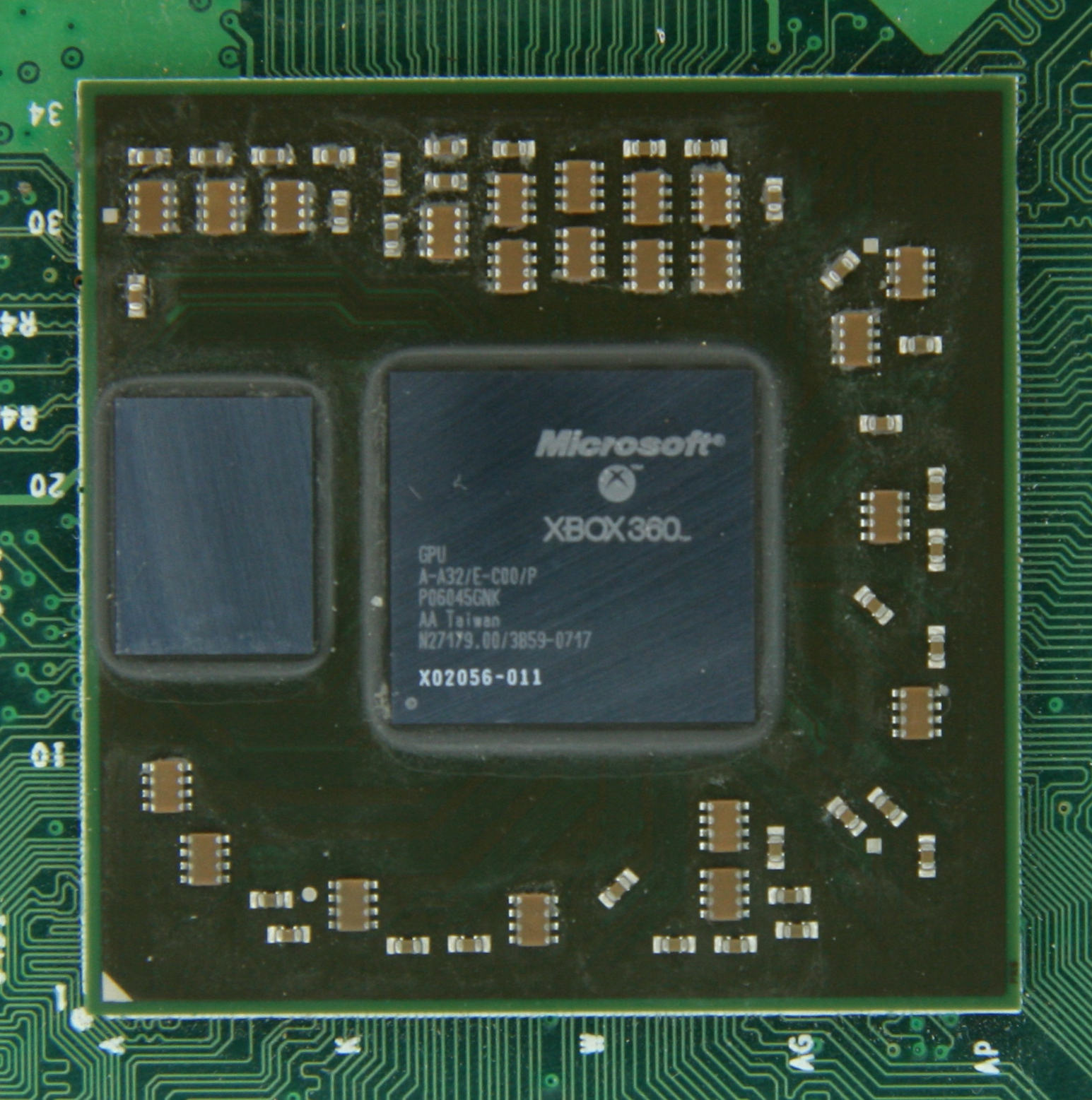
Xbox 360 GPU

A Xenos chip az Xbox 360 videójáték-konzolba épített egyedi tervezésű grafikai processzor (graphics processing unit, GPU); ez végzi a konzol grafikai műveleteit és felelős a megjelenítésért. Eredetileg az ATI tervezte, azonban egy felvásárlás következtében az ATI beolvadt az AMD cégcsoportba, és 2010 óta az ATI márkanevet is felváltotta az AMD. A chipet az AMD a Microsoft megrendelésére fejlesztette és gyártja. Az eredetileg „C1” kódnév alatt fejlesztett chip sok szállal kötődik a R520 architektúrához, ezért nagyon hasonlít az ATI Radeon X1800 sorozatú PC-s grafikus kártyákhoz, a képességek és a teljesítmény tekintetében. Ezen túl azonban a Xenos chipnél olyan új tervezési elgondolásokat vezettek be, amelyeket később az R600 sorozatban alkalmaztak széleskörűen, például ebben jelentek meg először az egyesített árnyalási architektúra (unified shader architecture) elemei. A processzor tokjában két külön mag található, az egyik maga a GPU, a másik a 10 MiB-os eDRAM (beágyazott DRAM). A chip összesen 337 millió tranzisztort tartalmaz.
2010-ben a Xenos GPU-t és a Xenon CPU-t egyetlen szilíciumlapkára integrálták, ezzel az AMD megalkotta az első tömeggyártású APU-t.

## Technikai jellemzők
A chipben az árnyaló egységek (shader) három SIMD csoportba vannak szervezve, mindegyik csoportba 16 processzor került, ami összesen 48 processzor. Mindegyik processzorban van egy 5 elemű vektoros számítási egység (5 db 32 bites lebegőpontos ALU) amely sorosan akár két utasítást is képes elvégezni egy órajelciklus alatt (egy összeadást és egy szorzást), így mindegyik processzor 10 lebegőpontos utasítást képes végrehajtani egy órajelciklus alatt. Az adott SIMD csoportba tartozó processzorok mindegyike ugyanazt az utasítást hajtja végre, és a három SIMD csoportnak megfelelően a végrehajtás három szálon futhat egyidejűleg.
- 500 MHz-es fő GPU, 90 nm-, 65 nm- (2008-tól) vagy 45nm-es (2010-től) folyamat, gyártó: TSMC, összesen 232 millió tranzisztor
  - 240 (48×5 vektoros egység) lebegőpontos vektorprocesszor az árnyaló (shader) céljaira, három dinamikusan ütemezett SIMD csoportba szervezve, egyenként 80 (16×5) processzorral a csoportban.[2]
    - Egyesített árnyaló architektúra (minden futószalag képes pixel- vagy vertex-árnyalókat futtatni)
    - 10 lebegőpontos művelet vektorprocesszoronként egy órajelciklus alatt (5 összeolvasztott szorzás-összeadás)
    - Töréspontok maximális száma (vertex count): 6 milliárd töréspont másodpercenként ( (48 árnyaló vektorprocesszor × 2 művelet ciklusonként × 500 MHz) / 8 vektorművelet töréspontonként) az egyszerű transzformált és megvilágított poligonokhoz
    - Poligonok maximális száma: 500 millió háromszög másodpercenként[2]
    - Árnyaló műveletek max. száma: 96 milliárd árnyalási művelet másodpercenként (3 árnyaló futószalag × 16 processzor × 4 ALU × 500 MHz)
    - 240 GFLOPS
    - MEMEXPORT árnyaló funkció

  - 16 textúraszűrő egység (texture filtering, TF) és 16 textúracímző egység (texture addressing, TA)
    - 16 szűrt mintavétel órajelenként
      - Maximum texel (textúrázott képpont) kitöltési sebesség (fill rate): 8 gigatexel másodpercenként (16 textúra × 500 MHz)

    - 16 szűretlen textúraminta órajelenként

  - Skaláris szorzat-műveletek max. száma: 24 milliárd másodpercenként
  - Bővített Xbox 360 DirectX 9.0c API és Shader Model 3.0+ támogatás
- 500 MHz-es, 10 MiB beágyazott DRAM társ-chip, 256 Gbit/s, framebuffer céljára, 90 nm-, 80 nm- (2008 óta[3]) vagy 65nm-es folyamattal (2010 óta[4])
  - A NEC által tervezett eDRAM lapka kiegészítő logikát tartalmaz a szín, alfa-kompozíció, Z-buffer/Stencil buffer céljaira, valamint térbeli élsimításhoz alkalmazott ún. „Intelligens Memória” logikát, amely igen kis költségű 4 mintás térbeli élsimítást tesz lehetővé
  - 105 millió tranzisztor[5]
  - 8 kimeneti képalkotó egység (Render Output unit)[6]
    - Maximális pixeles kitöltési sebesség: 16 gigasample másodpercenként 4× multisample anti aliasing (MSAA) használatával, vagy 32 gigasample csak Z-műveletek használatával; 4 gigapixel másodpercenként MSAA nélkül (8 ROP × 500 MHz)
    - Maximális Z-minta sebesség: 8 gigasample másodpercenként (2 Z minta × 8 ROP × 500 MHz), 32 gigasample másodpercenként 4× élsimítás használatával (2 Z minta × 8 ROP × 4X AA × 500 MHz)[1][7]
    - Maximális élsimítási mintaszám: 16 gigasample másodpercenként (4 AA minta × 8 ROP × 500 MHz)[1]
- Hűtés: a GPU és CPU külön hűtőbordát kapott. A CPU hővezetős technológiát (heat pipe) használ a keletkező hő hűtőbordákhoz való vezetésére. A hűtőbordák aktív hűtéssel rendelkeznek, két 60 mm-es hűtőventilátor formájában. A újabb integrált XCGPU chipkészlet hűtését egyetlen hűtőborda végzi.

## Fordítás
Ez a szócikk részben vagy egészben  a   Xenos (graphics chip) című angol Wikipédia-szócikk ezen változatának fordításán alapul.  Az eredeti cikk szerkesztőit annak laptörténete sorolja fel. Ez a jelzés csupán a megfogalmazás eredetét és a szerzői jogokat jelzi, nem szolgál a cikkben szereplő információk forrásmegjelöléseként.